# Grabovica (Tomislavgrad)
Pour les articles homonymes, voir Grabovica.
Grabovica (en cyrillique : Грабовица) est un village de Bosnie-Herzégovine. Il est situé dans la municipalité de Tomislavgrad, dans le canton 10 et dans la fédération de Bosnie-et-Herzégovine. Selon les premiers résultats du recensement bosnien de 2013, il compte 586 habitants.

## Démographie

### Évolution historique de la population dans la localité
| 1948 | 1953 | 1961 | 1971 | 1981 | 1991 | 2013 |
| ---- | ---- | ---- | ---- | ---- | ---- | ---- |
| -    | -    | 809  | 642  | 505  | 350  | 586  |

|  |

### Communauté locale
En 1991, la communauté locale de Grabovica comptait 699 habitants, répartis de la manière suivante :